# Reculée de la Loue
La reculée de la Loue est une reculée du massif du Jura située dans le département du Doubs, en Bourgogne-Franche-Comté, et traversée par la Loue. Elle présente une grande variété de formes au long des structures géologiques qu'elle traverse et des directions qu'elle suit.

## Géographie

### Situation
La reculée de la Loue est située à l'ouest du département du Doubs, à environ 10 km au sud de Besançon. Elle entaille successivement le plateau de Levier/Nozeroy, le faisceau salinois, le plateau d'Ornans-Valdahon, le plateau de Montrond et le faisceau de Quingey. Elle s'étend de la source de la Loue jusqu'à Quingey sur une longueur de plus de 41 km, avec une largeur entre 500 m et 2 km et une profondeur moyenne de 200 m. Elle a une orientation générale d'abord nord-ouest des gorges de Nouailles jusqu'à Ornans où elle bifurque progressivement vers l'ouest, puis le sud-ouest jusqu'à la confluence entre la Loue et le Lison où elle remonte vers le nord jusqu'à Chenecey-Buillon où elle bifurque vers le sud-sud-ouest en suivant les plis du faisceau de Quingey. La reculée possède de nombreuses ramifications creusées par les ruisseaux affluents de la Loue, particulièrement dans le plateau d'Ornans/Valdahon. Ces ramifications sont généralement longues de plusieurs kilomètres pour une largeur moyenne entre 500 m et 1 km et une profondeur variant entre 150 et 250 m.

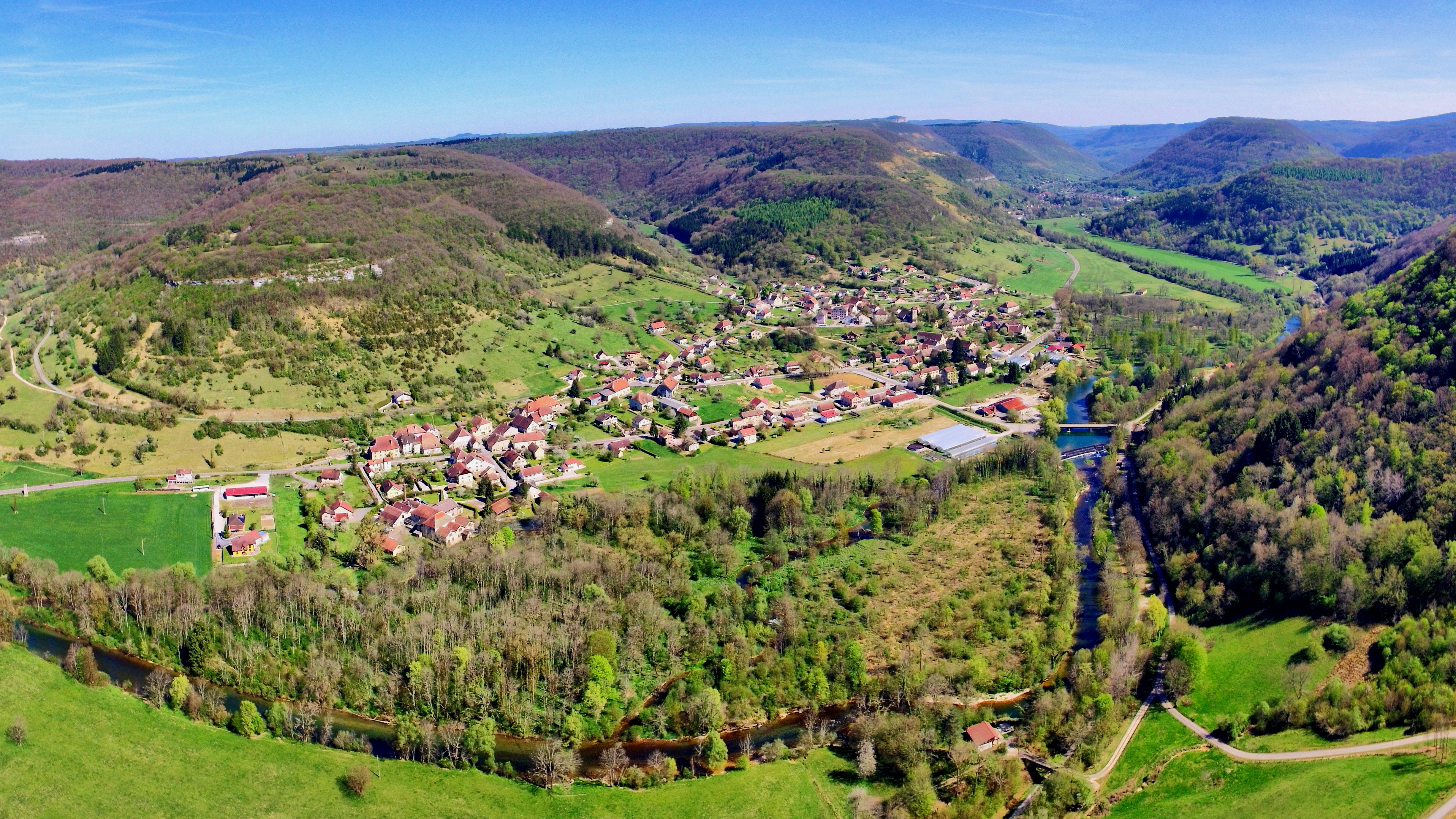
Vue générale de la reculée de la Loue en amont de Montgesoye.
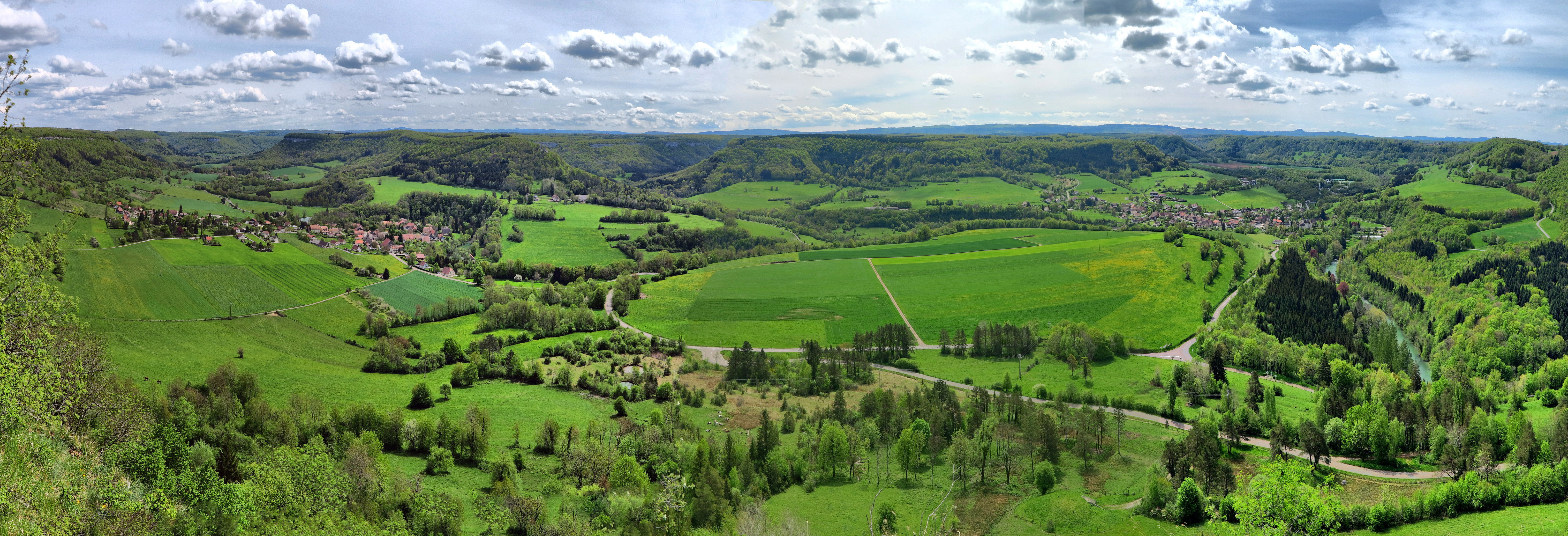
La reculée de la Loue au niveau de Scey-Maisières.

### Géologie
Les roches composant la reculée sont des calcaires datant de diverses périodes du Jurassique moyen et du Jurassique supérieur. Sur les trois premiers kilomètres en aval de la source de la Loue, la rivière entaille les calcaires du Tithonien et du Kimméridgien (Jurassique supérieur) du plateau de Levier/Nozeroy à travers les gorges de Nouailles sur une profondeur de plus de 150 m et une largeur de 500 m. La reculée traverse ensuite sur environ 4 km la structure plissée et faillée du faisceau salinois ; ici, la reculée est creusée sur une profondeur de plus de 450 m avec une largeur de 2 km à travers les calcaires du Jurassique moyen (grande oolithe du Bajocien, calcaires compacts du Bathonien...). Cette zone est aussi caractérisée par la présence de débris glaciaires d'origine probable würmienne, ainsi que de nombreux éboulis,.
Au niveau de Lods, le reculée pénètre dans le plateau d'Ornans/Valdahon qu'elle traverse sur plus de 23 km avec une largeur moyenne de 1 km et une profondeur de 200 m. Elle entaille principalement les calcaires et alternances marno-calcaires du Séquanien, du Rauracien, de l'Argovien et de l'« Oxfordien ». La forme de reculée typique s'exprime dans cette partie de la reculée avec des escarpements calcaires aux bordures du plateau. La reculée incise ensuite dans les calcaires compacts bathoniens et les calcaires oolithiques bajociens du plateau de Montrond sur plus de 11 km de long, une largeur de 700 m et une profondeur variant entre 70 et 100 m. À Checeney-Buillon, la reculée entre dans le faisceau de Quingey et bifurque vers le sud pour suivre les plis de la structure géologique,.